# Велью, Бартоломеу

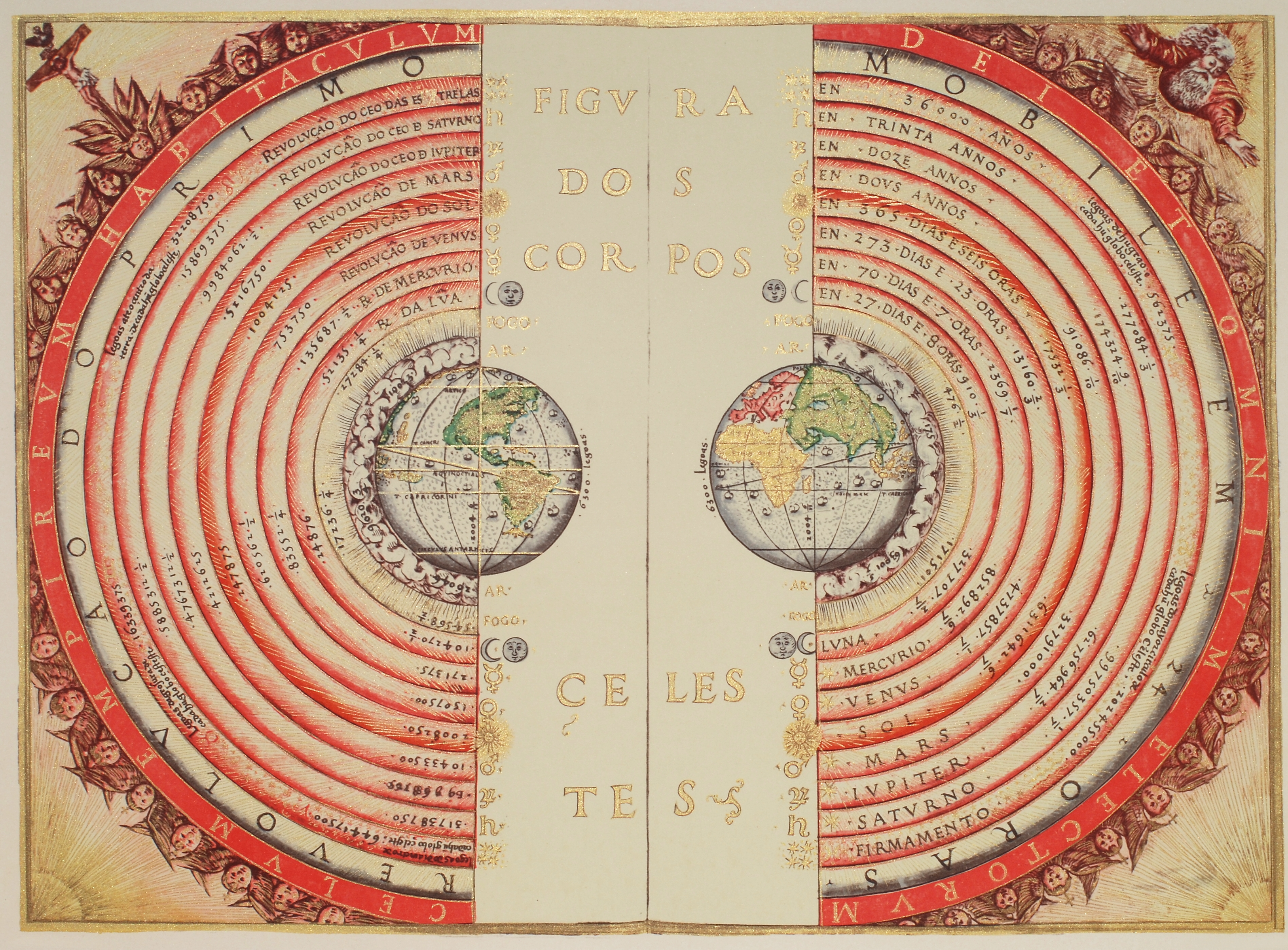
«Фигура небесных тел» — иллюстрация геоцентрической системы мира Птолемея, сделанная Бартоломеу Велью в 1568 году. Хранится в Национальной библиотеке Франции.

Бартоломе́у Ве́лью (порт. Bartolomeu Velho, ум. 1568) — португальский картограф и космограф XVI века.
Велью подготовил «Общую карту Земли» (Carta General do Orbe) в 1561 году для короля Себастьяна I.
Долгое время Бартоломеу Велью жил во Франции, где работал над трактатом «Космография» (Cosmographia), опубликованный в Париже в год его смерти.